# Pallavolo Lugano
La Pallavolo Lugano è una società pallavolistica maschile svizzera con sede a Lugano: milita nel campionato di Lega Nazionale A.

## Storia
Il 20 giugno 2016 non ottiene la licenza in prima istanza per partecipare al campionato di LNA 2016-2017.

## Cronistoria
Campionato
- 2011/12 Finalista
- 2012/13 Campione Svizzero
- 2013/14 Campione Svizzero
- 2014/15 Campione Svizzero

Coppa svizzera
- 1991/92 Vincitore
- 2009/10 Finalista
- 2012/13 Vincitore
- 2013/14 Finalista

Supercoppa
- 2012/13 Vincitore
- 2013/14 non disputata
- 2014/15 non disputata
- 2015/16 Finalista

## Rosa 2015-2016
|    | Naz.                            | Ruolo | Sportivo          |  |  |  |  |
| -- | ------------------------------- | ----- | ----------------- |  |  |  |  |
| 1  | Bielorussia (bandiera)          |       | Andrei Radziuk    |  |  |  |  |
| 2  | Brasile (bandiera)              |       | Marcelo Elgarten  |  |  |  |  |
| 3  | Bulgaria (bandiera)             |       | Teodor Todorov    |  |  |  |  |
| 4  | Finlandia (bandiera)            |       | Matti Hietanen    |  |  |  |  |
| 6  | Italia (bandiera)               |       | Andrea Gelasio    |  |  |  |  |
| 7  | Bosnia ed Erzegovina (bandiera) |       | Brane Stanisic    |  |  |  |  |
| 9  | Svizzera (bandiera)             |       | Nemanja Savic     |  |  |  |  |
| 10 | Svizzera (bandiera)             |       | Kaspar Burge      |  |  |  |  |
| 11 | Svizzera (bandiera)             |       | Riccardo Basile   |  |  |  |  |
| 13 | Polonia (bandiera)              |       | Ksavery Tomsia    |  |  |  |  |
| 14 | Slovenia (bandiera)             |       | Jan Pokersnik     |  |  |  |  |
| 15 | Croazia (bandiera)              |       | Leo Andrić        |  |  |  |  |
| 17 | Italia (bandiera)               |       | Damiano Valsecchi |  |  |  |  |
| 19 | Serbia (bandiera)               |       | Nikola Rosić      |  |  |  |  |

## Palmarès
- Campionato svizzero: 3

2012-13, 2013-14, 2014-15
- Coppa di Svizzera: 2

1991-92, 2012-13
- Supercoppa svizzera: 1

2012